# Tipula sternosetosa
Tipula sternosetosa är en tvåvingeart som beskrevs av Alexander 1940. Tipula sternosetosa ingår i släktet Tipula och familjen storharkrankar. Inga underarter finns listade i Catalogue of Life.